# Alexei Wiktorowitsch Schwed
Alexei Wiktorowitsch Schwed (russisch Алексей Викторович Швед; engl. Transkription: Alexey Shved; * 16. Dezember 1988 in Belgorod, Russische SFSR) ist ein russischer Basketballspieler. Schwed kam 2005 in die Jugendmannschaften des dominierenden russischen Basketballvereins PBK ZSKA nach Moskau. Nach 2010 setzte er sich auch in der in Europa zu den führenden Mannschaften zählenden Herrenmannschaft von ZSKA durch und nahm mit der russischen Nationalmannschaft an der Basketball-Europameisterschaft 2011 teil, bei der man die Bronzemedaille gewann. Er ist mit 1,98 m ein vergleichsweise großer und schlaksiger Guard, der aber genügend Schnelligkeit mitbringt, um mit kleineren Spielern auf seiner Position mitzuhalten.

## Europa
Schwed spielte von 2005 bis 2007 insbesondere im Juniorenteam von ZSKA Moskau und nur sporadisch in der Herrenmannschaft. Zum Saisonende 2006/07 wurde er an den Vorortverein aus Chimki verliehen, mit dem er den dritten Platz in der russischen Meisterschaft belegte. Bei der U20-Europameisterschaft 2007 erreichte er mit der russischen Juniorenauswahl den vierten Platz und wurde ins All-Tournament-Team der fünf besten Spieler des Turniers gewählt. Bei der folgenden U20-Europameisterschaft 2008 belegte man nur den neunten Platz und Schwed wurde im Kreis der besten Spieler des Turniers nicht berücksichtigt.
Seit der Saison 2007/08 kam Schwed aber schon regelmäßig auf Einsätze in der Herrenmannschaft von ZSKA, wobei er meist nur wenige Minuten eingesetzt wurde. In der EuroLeague 2007/08, dem höchsten europäischen Vereinswettbewerb und in der ZSKA erneut Titelträger wurde, wurde er neben Spielen der Gruppenphasen auch im Viertelfinal-Play-off eingesetzt, und in der EuroLeague 2008/09, als ZSKA erneut das Finale erreichte, ebenfalls neben Spielen in der Gruppenphase kurz in den Viertelfinal-Play-offs. Zudem gewann ZSKA wie in den Vorjahren die russischen Meistertitel.
Im Dezember 2009 wurde er ein weiteres Mal verliehen, diesmal an Dynamo Moskau. Bei Dynamo bekam er dann auch erstmals auf Seniorenniveau deutlich mehr Spielanteile und erzielte in vier Spielen im Eurocup 2009/10 11 Punkte im Schnitt, was aber nichts daran änderte, dass Dynamo in der Vorrunde nach sechs Niederlagen in sechs Spielen ausschied.
Nachdem er zu ZSKA zurückgekehrt war, konnte er sich in der Folge auch mehr Spielanteile in deren Herrenmannschaft erkämpfen. Unter dem neuen Trainer Duško Vujošević war man in der EuroLeague 2010/11 jedoch wenig erfolgreich und schied in der Vorrunde aus. Damit erreichte man erstmals seit 2002 nicht das Final-Four-Turnier in dem prestigeträchtigsten europäischen Vereinswettbewerb, was die Entlassung von Vujošević zur Folge hatte. Am Ende der Spielzeit gewann man jedoch erneut wie in den Vorjahren die russische Meisterschaft und Schwed selbst konnte sich erstmals für einen Endrundenkader der russischen Herren-Nationalmannschaft empfehlen.
Im Sommer 2015 kehrte Schwed nach Russland zurück und unterschrieb bei BK Chimki einen neuen Vertrag.

## NBA
Im Sommer 2012 wechselte Schwed in die USA und unterschrieb bei den Minnesota Timberwolves. 2014 verpflichteten ihn die Philadelphia 76ers, die seinen Vertrag aber bereits im Dezember desselben Jahres im Rahmen eines Spielertauschs zu den Houston Rockets transferierten. Im Februar 2015 wiederum wechselte er nach New York. Bei den erfolglosen Knicks legte Schwed mit 14,8 Punkten pro Spiel seine besten Statistiken hin. Nachdem sein Vertrag mit den Knicks ausgelaufen war, wechselte er zurück nach Russland.

## Nationalmannschaft
Bereits 2009 hatte er bis kurz vor Beginn der Europameisterschafts-Endrunde noch im Nationalmannschaftskader gestanden, war dann aber 2009 und 2010 jeweils als letzter Spieler aus dem Endrundenkader gestrichen worden. Bei der EM-Endrunde 2011 gewann er mit der russischen Auswahl bis zum Halbfinale alle Spiele, nach einer Niederlage gegen Frankreich konnte man durch einen Sieg im Spiel um den dritten Platz gegen die Überraschungsmannschaft des Turniers Mazedonien die Bronzemedaille sichern. Den bisher größte Erfolg erreichte Schwed bei den Olympischen Spielen 2012, als er mit der russischen Nationalmannschaft durch einen Sieg gegen Argentinien die Bronzemedaille gewann. In diesem Spiel erzielte Schwed 25 Punkte.

## Sonstiges
Anfang Mai 2023 erlitt Schwed Kopfverletzungen, als er beim Verlassen eines Lokals in der Moskauer Innenstadt angegriffen wurde. Laut russischem Innenministerium wurden drei Tatverdächtige festgenommen.